# Esquilache
Esquilache és una pel·lícula espanyola de la directora andalusa Josefina Molina que recrea un esdeveniment ocorregut a l'Espanya del segle xviii, durant el regnat de Carles III: el motí de Squillace, on cert sector de la població es rebel·la contra les lleis establertes pel Marquès d'Esquilache, interpretat en aquest llargmetratge per Fernando Fernán Gómez.
Aquesta pel·lícula, estrenada el 1989, es basa en l'obra teatral Un soñador para un pueblo, d'Antonio Buero Vallejo.

## Argument
Diumenge de Rams de 1766. Quan el Marquès d'Esquilache (Fernando Fernán-Gómez) arriba a la seva residència, La Casa de las Siete Chimeneas, encara se senten pels carrers els crits de Mori el mal govern! Mori Esquilache!. Acompanyat pel seu secretari Antonio Campos (Jose Luis López Vázquez), comprova horroritzat els efectes del saqueig a què ha estat sotmesa la seva casa. A continuació, Esquilache, Fernanda (Ángela Molina) i Campos es dirigeixen al Palau Reial mentre passen revista a les seves entrevistes amb el rei Carles III (Adolfo Marsillach), als enfrontaments amb els nobles espanyols, a la corrupció de Pastora (Concha Velasco), l'esposa d'Esquilache, i, sobretot, a la seva relació sentimental amb Fernanda.

## Repartiment
- Fernando Fernán Gómez: Esquilache
- José Luis López Vázquez: Antonio Campos
- Ángela Molina: Fernanda
- Ángel de Andrés: Marqués de la Ensenada
- Concha Velasco: Pastora Patermo
- Adolfo Marsillach: Carles III
- Amparo Rivelles: Isabel de Farnesio
- Alberto Closas:Duque de Villasanta
- Fernando Valverde: Bernardo

## Premis i nominacions

### Premis
- 1990. Goya al millor actor secundari per Adolfo Marsillach
- 1990. Goya a la millor direcció artística per Ramiro Gómez i Javier Artiñano

### Nominacions
- 1989. Os d'Or
- 1990. Goya a la millor pel·lícula
- 1990. Goya a la millor direcció per Josefina Molina
- 1990. Goya al millor actor per Fernando Fernán Gómez
- 1990. Goya a la millor actriu secundària per Amparo Rivelles
- 1990. Goya a la millor actriu secundària per Concha Velasco
- 1990. Goya al millor guió adaptat per Joaquim Oristrell, Josefina Molina i José Sámano
- 1990. Goya a la millor música original per José Nieto
- 1990. Goya a la millor fotografia per Juan Amorós
- 1990. Goya a la millor direcció de producció per Marisol Carnicero